# Pirra
Pirra (en grec antic Πύρρα 'La pel-roja') va ser, segons la mitologia grega, una heroïna, filla d'Epimeteu i de Pandora.
Es va casar amb el seu cosí Deucalió, el fill de Prometeu, i es va convertir, després del diluvi, en la mare de tot el gènere humà. Deucalió i Pirra vivien a la Ftiòtida. Després del diluvi, que els va deixar amb la seva barca al cim del Parnàs, o al cim de l'Etna, a Sicília, tots dos van crear els éssers humans llançant pedres per damunt de la seva espatlla. Pirra va crear les dones, mentre Deucalió creava els homes.
Va ser la mare d'Amficcíon, Hel·len, Melanto i Protogènia.
Pirra també va ser el nom que va usar Aquil·les quan es va amagar a Esciros vestit de dona.